# Фойна
Фо́йна (бел. Хво́йна) — деревня в составе Ланьковского сельсовета Белыничского района Могилёвской области Республики Беларусь. Находится западнее озера Вейня.

## Население
- 2010 год — 71 человек